# Cyrtandra panayensis
Cyrtandra panayensis är en tvåhjärtbladig växtart som beskrevs av Elmer Drew Merrill. Cyrtandra panayensis ingår i släktet Cyrtandra och familjen Gesneriaceae. Inga underarter finns listade i Catalogue of Life.